# Rhinocorynura
Rhinocorynura is een geslacht van vliesvleugelige insecten van de familie Halictidae.

## Soorten
- R. ashmeadi (Schrottky, 1909)
- R. briseis (Smith, 1879)
- R. capitata (Moure, 2001)
- R. crotonis (Ducke, 1906)
- R. difficillima (Ducke, 1906)
- R. inflaticeps (Ducke, 1906)